# Max Semrau
August Maximilian (Max) Ernst Rudolf Semrau, född den 7 maj 1859 i Breslau, Kungariket Preussen, död den 17 augusti 1928 i Nürnberg, var en tysk konsthistoriker.
Semrau blev student i Breslau 1876. Han var lärjunge till August Schmarsow och följde honom till Florens 1888. Schmarsow var gästföreläsare och åtföljdes även av eleverna Max Jakob Friedländer och Aby Warburg. Efter promotion och habilitation var Semrau åren 1891-1907 privatdocent i Breslau. År 1906 blev han, som extra ordinarie, den förste professorn i konsthistoria vid universitetet i Greifswald, där han 1919-25 var ordinarie professor i samma ämne. Han bearbetade tillsammans med bland andra Friedrich Haack och utgav Wilhelm Lübkes Grundriß der Kunstgeschichte i ny upplaga.